# Il ragazzo che gridava al lupo... Mannaro
Il ragazzo che gridava al lupo... Mannaro (The Boy Who Cried Werewolf) è un film per la televisione del 2010, diretto da Eric Bross e interpretato da Victoria Justice e Chase Ellison.

## Trama
Jordan Sands è una maldestra ragazza di 17 anni, vittima del bullismo delle sue compagne. Siccome sua madre è morta, cerca di aiutare suo padre sia a mantenere la casa sia a trovargli una nuova fidanzata. Suo fratello Hunter di 14 anni però è contrario, non vuole che suo padre si risposi. Una notte un uomo misterioso lascia, sulla soglia di casa, un pacco contenente il testamento di Dragomir Vukovic, un loro prozio rumeno da parte della loro madre. Si trasferiscono così in Romania, nel castello ereditato da Dragomir. Qui Jordan trova il suo primo ragazzo, mentre Hunter viene seguito da un tipo strano. Dopo un incidente nel laboratorio segreto della casa, Jordan si trasforma in una lupa mannara, scoprendo che nel paese vi sono anche vampiri e licantropi.
In seguito scoprono che Jordan non è una lupa mannara purosangue, poiché è in grado di ritornare umana. Quando vanno a visitare la tomba del loro prozio scoprono gli ingredienti della pozione magica che consente ai licantropi di ritornare umani, tranne che durante la luna piena. Partono così alla ricerca degli ingredienti, ma ne manca uno: il sangue di un lupo mannaro purosangue. Mentre sono alla ricerca dei vari ingredienti, Jordan si rende conto che sta per trasformarsi, per cui deve tornare al castello prima che sorga il sole. Hunter e Jordan si fanno dare un passaggio al castello da Paulina, ma la loro auto rimane in panne, bersaglio succulento per dei vampiri che poco dopo fanno capolino dalla foresta. Hunter e Jordan scoprono così che Paulina, la nuova fidanzata di papà, è un vampiro che vuole impossessarsi della casa. Pauline va all'appuntamento col padre dei ragazzi, mentre Jordan e Hunter vengono catturati.
A questo punto, Hunter riesce a scappare e ad avvisare suo padre dell'accaduto, tuttavia quest'ultimo all'inizio non gli crede, finché Paulina non rivela anche a lui la sua vera natura e lo cattura insieme al figlio (scappato in un primo momento). Quando la donna sta per sparare a Jordan con un proiettile d'argento, Hunter si trasforma in un lupo mannaro e libera tutti. I tre si dividono: Jordan e il padre vanno a cercare un rimedio, mentre Hunter va a combattere i vampiri. Nonostante ciò, Paulina lo ricattura, così Jordan, sentendoil fratello ululare, va a liberarlo: in quel momento, siccome sta sorgendo il sole, ella torna in versione umana ed Paulina alla luce del sole, che dunque muore. Tornati al castello, i ragazzi cercano di curare Jordan con l'ultimo ingrediente, ossia il sangue di un lupo mannaro puro sangue. Per questo motivo, estraggono un po' di sangue da Hunter in quanto si scopre che il loro prozio, che in una vecchia foto era uguale ad Hunter, a 14 anni si trasformò in un lupo mannaro puro sangue (e Hunter, infatti, li aveva appena compiuti).
Dopo aver ricostruito la pozione, Jordan torna normale, ma a ogni luna piena tornerà a esserlo temporaneamente Hunter, il quale diventa la bestia della Romania. Si scopre inoltre che l'individuo che seguiva Hunter all'inizio del film era un messaggero inviato dal loro prozio tanti anni fa. Dopo che gli viene ceduto il castello, i tre protagonisti ottengono un grosso assegno e così possono tenere tutte e due le residenze. 
Questo viaggio ha cambiato Jordan in meglio rendendola più sicura di sè, più bella e in grado di tenere testa alle compagne che la maltrattavano. In più si è fidanzata con Goran, il ragazzo che ha conosciuto in Transivania.
Tuttavia sembra che Pauline non sia morta come pensavano ma sia ancora viva e li ha seguiti per potersi prendere la rivincita.

## Distribuzione
- Stati Uniti: 22 ottobre 2010
- Germania: 15 ottobre 2011
- Brasile: 20 ottobre 2011
- Italia: 31 ottobre 2011
- Argentina: 20 ottobre 2011
- Messico: 20 ottobre 2011
- Colombia: 20 ottobre 2011
- Venezuela: 20 ottobre 2011
- Perù: 20 ottobre 2011
- Paraguay: 20 ottobre 2011
- Bolivia: 20 ottobre 2011
- Honduras: 20 ottobre 2011
- Cile: 20 ottobre 2011
- Guatemala: 20 ottobre 2011
- Rep. Dominicana: 20 ottobre 2011
- Panama: 20 ottobre 2011
- Uruguay: 20 ottobre 2011
- El Salvador: 20 ottobre 2011
- Trinidad e Tobago: 20 ottobre 2011
- Polonia: 30 ottobre 2011
- Francia: 23 ottobre 2011
- Canada (Québec): 4 aprile 2012

## Colonna sonora
Nel film è presente la canzone ...Baby One More Time di Britney Spears, che viene cantata da tutti i protagonisti, e Not Somebody Else, cantata solo da Victoria Justice.